# دوز نه تایی

جدول دوز که در هر خانهٔ آن (دایره) یک مُهره قرار می‌گیرد. در هر ردیف یا ستون این جدول سه خانه وجود دارد.

دوز بازی نه تایی مانند دوز بازی دوازده تایی یک بازی فکری دو نفره است که با یک مقوا و ۱۸ مهره در دو رنگ بازی می‌شود. طرحی هندسی با استفاده از چند خط روی صفحه‌ای رسم می‌شود و بازیکنان تلاش می‌کنند سه مهرهٔ خود را به ردیف در جایگاه‌ها بنشانند و همچنین مانع ردیف شدن مهره‌های حریف شوند.
انواع دیگر این بازی عبارتند از: دوز شش تایی، دوز یازده تایی و دوز سه تایی. 